# 短柄直唇姜
短柄直唇姜（学名：Pommereschea spectabilis）为姜科直唇姜属下的一个种。其种加词“spectabilis”意为“显著的”，“引人注目的”。